# 錫爾弗伍德 (印地安納州)
錫爾弗伍德（英語：Silverwood）是位於美國印地安納州方廷縣的一個非建制地區。該地的面積和人口皆未知。